# Rosamunde Pilcher: Gewissheit des Herzens
Gewissheit des Herzens ist ein deutsch-österreichischer Fernsehfilm unter der Regie von Dieter Kehler aus dem Jahr 2003. Es handelt sich um die 50. Folge der Rosamunde-Pilcher-Filmreihe des ZDF mit Werken der erfolgreichen britischen Schriftstellerin Rosamunde Pilcher. Die Hauptrollen sind mit Nicole Heesters und Michael Degen sowie Sonsee Ahray Floetmann und Johannes Brandrup besetzt.

## Handlung
33 Jahre sind vergangen, seitdem Dorothy Mellows, inzwischen eine erfolgreiche Kunsthändlerin, überstürzt ihre Heimat Cornwall in Südengland verlassen hat und nach Kanada ging. Nun kommt sie zusammen mit ihrem Sohn Richard zurück, um Bill wiederzutreffen, den Mann, den sie drei Tage vor der Hochzeit verließ. Beide sind aufgeregt und beklommen, doch wagen sie nicht daran zu rühren, was wirklich in ihnen vorgeht. 
Richard dagegen ist glücklich, kurz zuvor hat er seiner Mutter gestanden, dass er gerade die Frau seines Lebens getroffen habe, worauf diese trocken erwidert hat: „Na endlich.“ Im Haus von Bill Chapman trifft Richard dann die Frau wieder, die ihn so tief beeindruckt hat, die Tierärztin Jane Burn. Enttäuscht hört er jedoch, dass es schon einen Mann an ihrer Seite gibt, den Bildhauer Steven. Beide wohnen, ebenso wie Mary, die Mutter Janes, die den Haushalt von Bill Chapmann führt, ebenfalls auf dem Anwesen. 
Dorothy geht anderentags zu dem Kunsthändler Bentley, ihrem früheren Chef, um ihm das Bild Der Lautenspieler zu übergeben, das er für sie verwahren soll. Beide reden darüber, dass das Bild, das früher für ein Gemälde von Watteau gehalten wurde, inzwischen aber als echter Gainsborough identifiziert wurde, heute einen enormen Sammlerwert hat. Es kommt auch zur Sprache, dass es ein zweites Bild gebe, das ein Pendant zum Lautenspieler sei, mit dem Titel Das Mädchen auf der Schaukel. Zusammen wären diese Bilder noch wertvoller. Dorothy bemerkt mit einer gewissen Trauer, dass sie Das Mädchen auf der Schaukel vor 33 Jahren einmal gesehen habe und dann nie wieder. Sie hat noch eine weitere Bitte an den Kunstexperten. Sie erzählt ihm, dass ein Kunde von ihr die Echtheit eines Bildes, das sie ihm vermittelt habe, bezweifle, da es keine Expertise gebe. Es handelt sich um ein Gemälde in einer Größenordnung von 40 Millionen Dollar. Dorothy ist sich absolut sicher, dass das Bild echt ist, und bittet Bentley, ihr insoweit zu helfen, was dieser ihr auch zusagt. 
Mary, die sich Dorothy gegenüber von Anfang an sehr merkwürdig verhalten hat, deutet ihrer Tochter Jane gegenüber an, dass sich vor 33 Jahren etwas Schlimmes im Haus ereignet habe und sie nicht geglaubt hätte, dass Dorothy je wieder zurückkommen würde. Genaues will sie Jane aber nicht erzählen. 
Als Richard Jane am nächsten Tag auf ihrer Tour über Land als Tierärztin begleitet, ergibt es sich, dass er einen Anruf auf Stevens Handy, das dieser wohl im Wagen vergessen hat, entgegennimmt, der ziemlich mysteriös ist. Die Frau am anderen Ende hält ihn wohl für Steven und droht ihm, wenn er nicht zu dem von ihr angegebenen Treffpunkt komme, werde sie die Polizei benachrichtigen. Noch ehe Richard etwas erwidern kann, legt sie auf. Richard geht zu diesem Treffen und erfährt von Suzan Sackstone, dass sie seit acht Jahren die Frau von Steven Sackstone sei, der sich jetzt Steven Sky nennt, und zeigt ihm auch Bilder der beiden gemeinsamen Kinder. Sie erzählt Richard außerdem, dass ihr Mann seinerzeit 3,5 Millionen Pfund bei seiner Bank unterschlagen habe und von der Polizei gesucht werde. Als Richard Steven auf seine Frau und seine Kinder anspricht und verlangt, dass er Jane alles erzählen müsse, streitet Steven erst einmal alles ab, fühlt sich aber zunehmend in die Enge getrieben. Mary findet ihn mit einer Flasche Schnaps und fragt, ob sie ihm helfen könne. Steven will von ihr wissen, was man tun könne, wenn jemand das Lebensglück bedrohe. Mary, die nicht weiß, worum es wirklich geht, meint, dass Angriff immer noch die beste Verteidigung sei. Steven nimmt das als Aufforderung und lockt Richard daraufhin in eine Falle. Er lotst ihn zum Geräteschuppen und haut ihm dann mit voller Wucht eine Schaufel über den Kopf. Als er den Schuppen in Brand setzt, verletzt er sich am Bein und kann sich nicht aus eigener Kraft vom Fleck bewegen. 
Jane sieht zum Glück den Rauch hochsteigen, alarmiert die Feuerwehr und rennt zum Geräteschuppen, wo sie Steven hilft, dem in Flammen stehenden Schuppen zu entkommen. Richard wird kurz wach und sieht verzweifelt, dass es überall brennt. Mit letzter Kraft kann er um Hilfe rufen. Der Feuerwehr gelingt es gerade noch, ihn aus dem brennenden Gebäude zu bergen. Die Männer kommen ins Krankenhaus. Steven hat nur leichtere Verletzungen davongetragen, Richard allerdings schwebt in Lebensgefahr, er hat ein Schädel-Hirn-Trauma erlitten, das zum Tode führen kann. Ein Blutgerinnsel ist in seinem Hirn, wenn er Glück hat, löst es sich von allein, ohne dass Folgen zurückbleiben. 
Als Jane Steven davon erzählt, hofft er, dass Richard nicht wieder zu sich kommt und seinen schweren Verletzungen erliegt, und erzählt Jane, dass Richard den Brand gelegt habe, um ihn umzubringen. Nur weil die Tür vorher ins Schloss gefallen sei, habe er dann selbst in der Falle gesessen. Jane weiß nicht, was sie glauben soll. Als sie mit Richards Mutter spricht, beschwört Dorothy sie, dass man in der Liebe auf sein Herz hören müsse, das eigene Herz wisse immer am besten, für wen es schlage. Traurig fügt sie hinzu, dass sie damals vor ihrem Herzen davongelaufen sei. Richard erwacht aus dem Koma und kann nach einigen Tagen aufs Gut entlassen werden, wo er erst einmal weiter das Bett hüten muss.
Als Jane ihre Mutter Mary zu Steven ins Krankenhaus begleitet, geraten beide in die unerfreuliche Szenerie, dass Suzan und die Polizei gerade am Krankenbett Stevens sind, und bekommen so mit, was dieser Mann alles verbrochen hat. Dorothy und Richard haben sich inzwischen ausgesprochen und erkannt, dass sie beide einem Irrtum erlegen sind und so viele glückliche Jahre verschenkt haben. Sie wollen sich jetzt nicht mehr trennen. Und auch die Bilder Gainsboroughs finden wieder zueinander. Bill hatte Das Mädchen auf der Schaukel. 
Jane nimmt es Richard übel, dass er nicht mit ihr gesprochen hat. Als er dann jedoch zu ihr kommt und ihr sagt, dass er sie vom ersten Augenblick an geliebt habe, ist alles vergessen und glücklich erwidert sie seinen Kuss. Am Ende gibt es zwei glückliche Paare und eine Doppelhochzeit.

## Produktion, Hintergrund, DVD

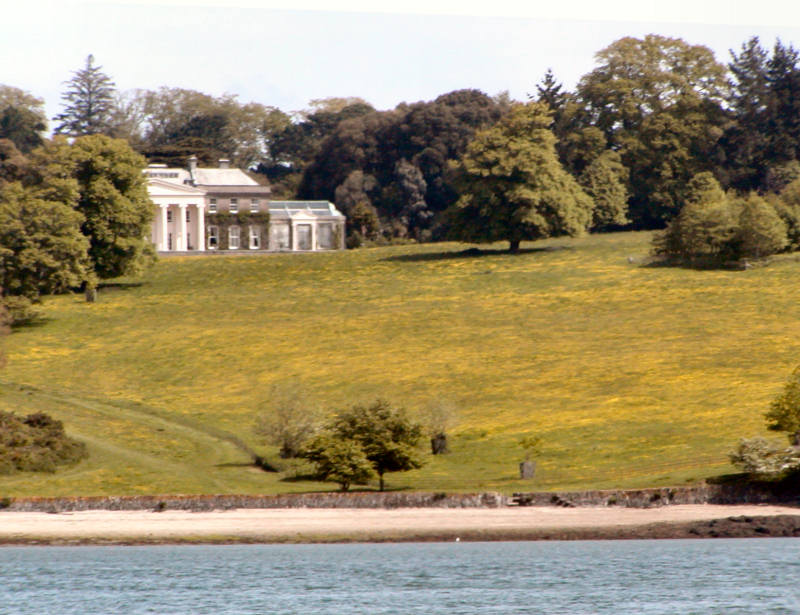
Trelissick, Herrenhaus, einer der Drehorte des Films

Das Herrenhaus in Trelissick Garden in Cornwall diente als Landsitz von Bill Chapman. Es liegt in Feock, einem Ortsteil von Truro, wo auch weitere Filmszenen entstanden, so waren beispielsweise „The Market Inn“ auf dem „Lemon Quay“, das Auktionshaus Mansion House in der Princes Street und der Pavillon im Victoria Garden zu sehen. Weiter diente Bosvigo House am Ortsrand von Turo, ein georgianisches Herrenhaus mit Gartenanlage als Drehort. Des Weiteren ist Jane in einer Filmszene am Godrevy Point mit Leuchtturm zu sehen. In St. Clement entstanden die Szenen mit der verletzten Ziege; der Spaziergang von Dorothy zusammen mit ihrem Sohn Richard fand um St Mawes Castle statt, einer Festung aus der Zeit Heinrichs VIII. Die Hochzeitsszenen wurden in St Just Roseland Church, einer Kirche aus dem 13. Jahrhundert gedreht.

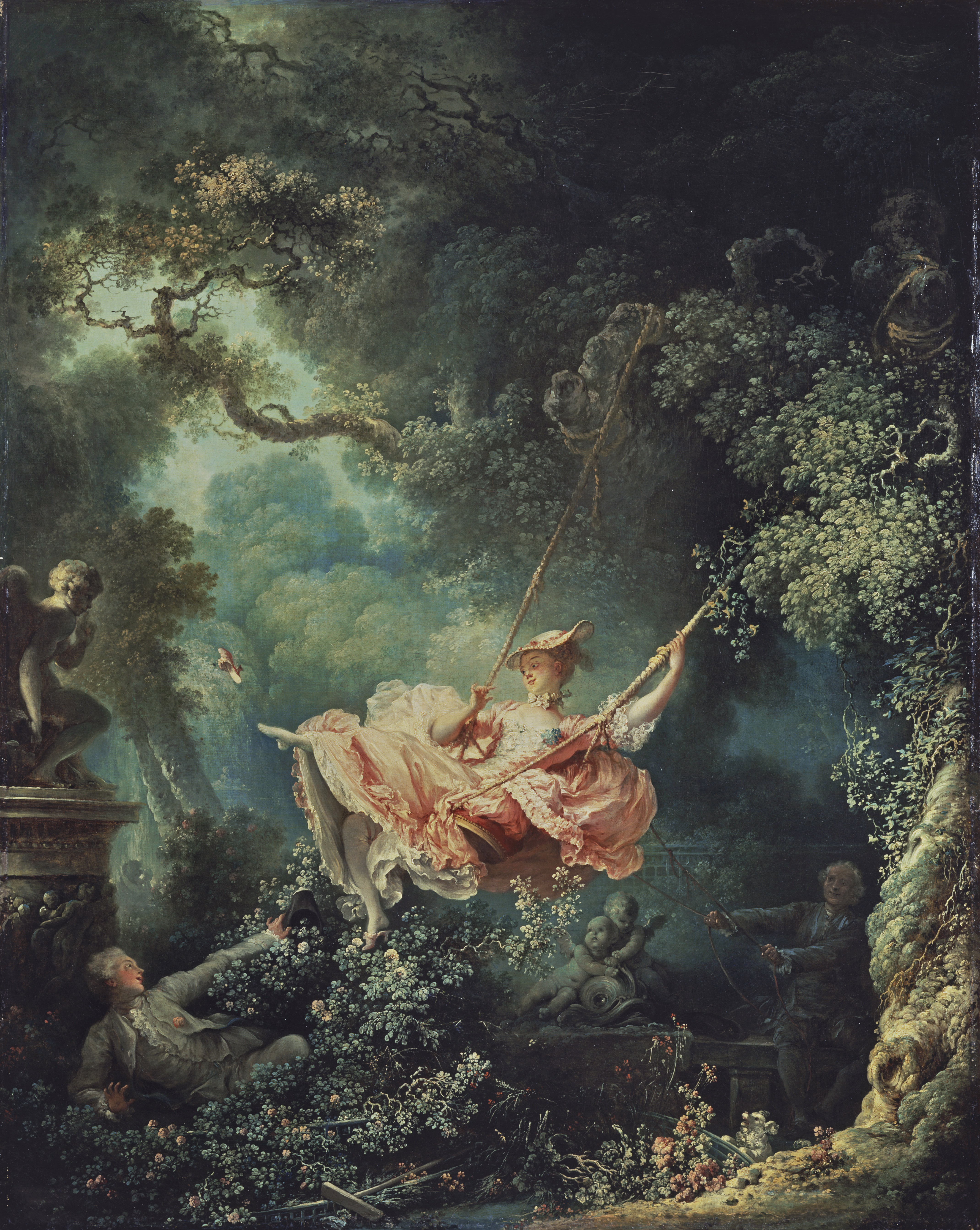
Die Schaukel von Jean Honore Fragonard, eines der im Film eine Rolle spielenden Bildes

Die Sache mit den Bildern ist im Film nicht richtig dargestellt, es gibt zwar beide Maler, aber ein Bild mit dem Titel Der Lautenspieler stammt einmal von Michelangelo Caravaggio, ein weiteres Bild dieses Titels stammt von David Teniers dem Jüngeren (das im Film gezeigt wird), Frans Hals malte das Bild Buffoon Playing a Lute. Es gibt das Bild Die Schaukel von Jean Honore Fragonard, das auch im Film gezeigt wird. 
Der Film wurde am 9. November 2003 erstmals im ZDF ausgestrahlt.
DVD
- Rosamunde Pilcher Collection – Der Himmel über Cornwall / Gewissheit des Herzens, Studio: Universum Film GmbH,
 Erscheinungstermin: 3. April 2006.[3]

## Kritik
Das Lexikon des internationalen Films urteilte wenig freundlich: 

„Liebes-Mystery nach einer Pilcher-Vorlage, in der die Erfolgsautorin einmal mehr in ihrem angestaubten Zettelkasten stöbert.“

Auch TV Spielfilm erwartete sich nicht viel von dem Film: 

„Keine Überraschungen – so viel ist gewiss!“